# Głownia guzowata kukurydzy

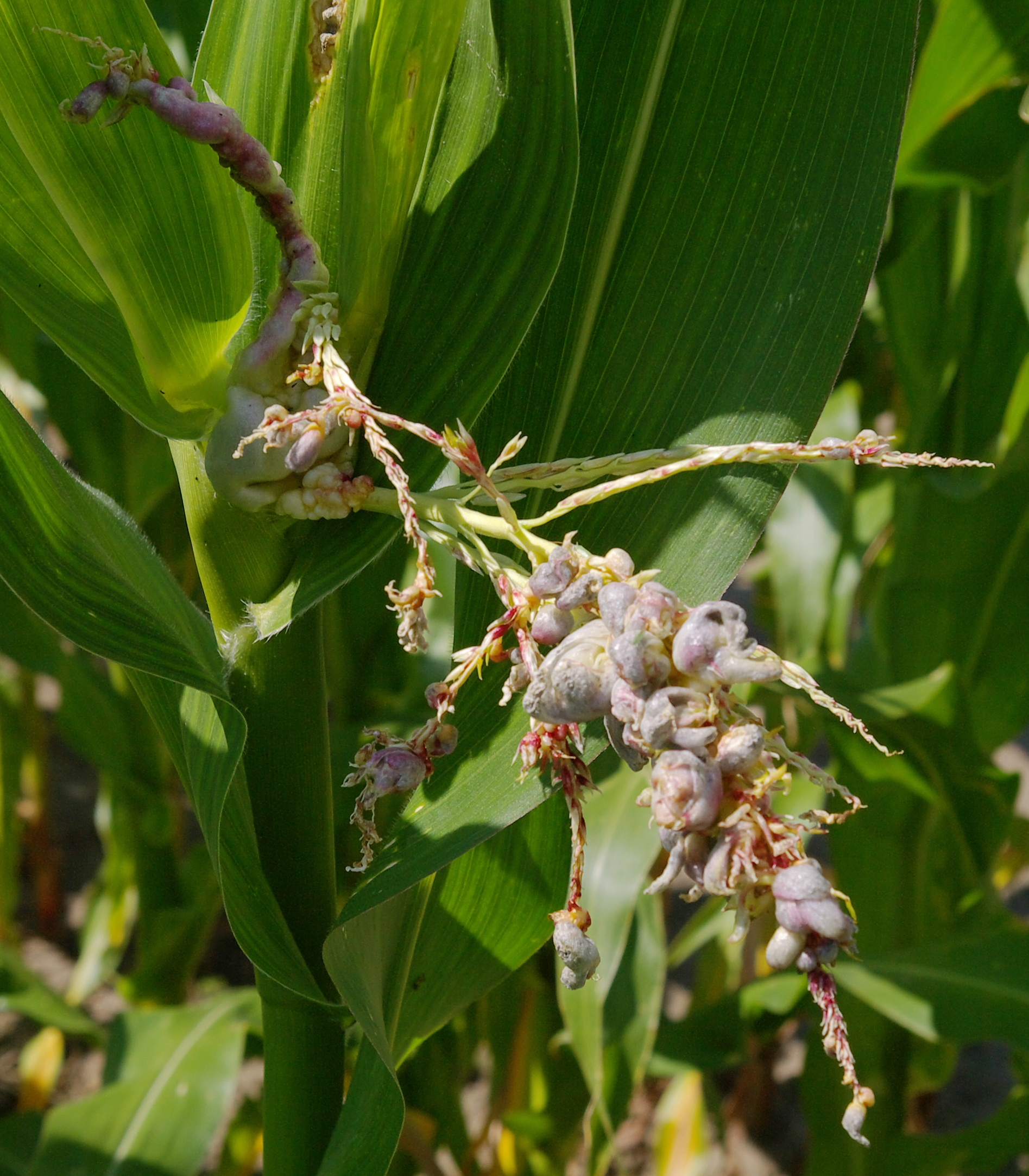
Objawy choroby na wiechach

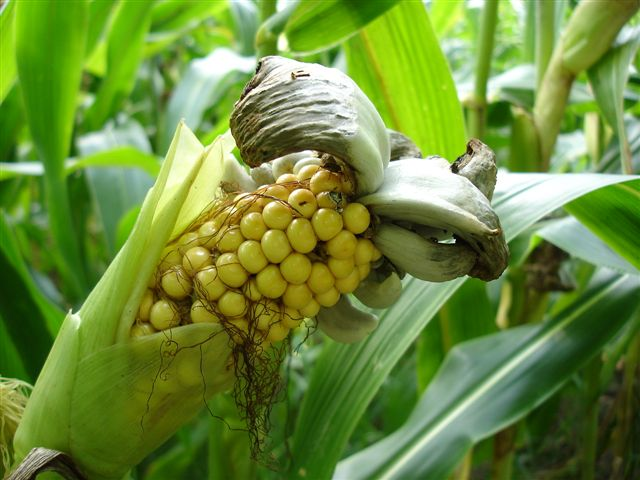
Objawy choroby na kolbie

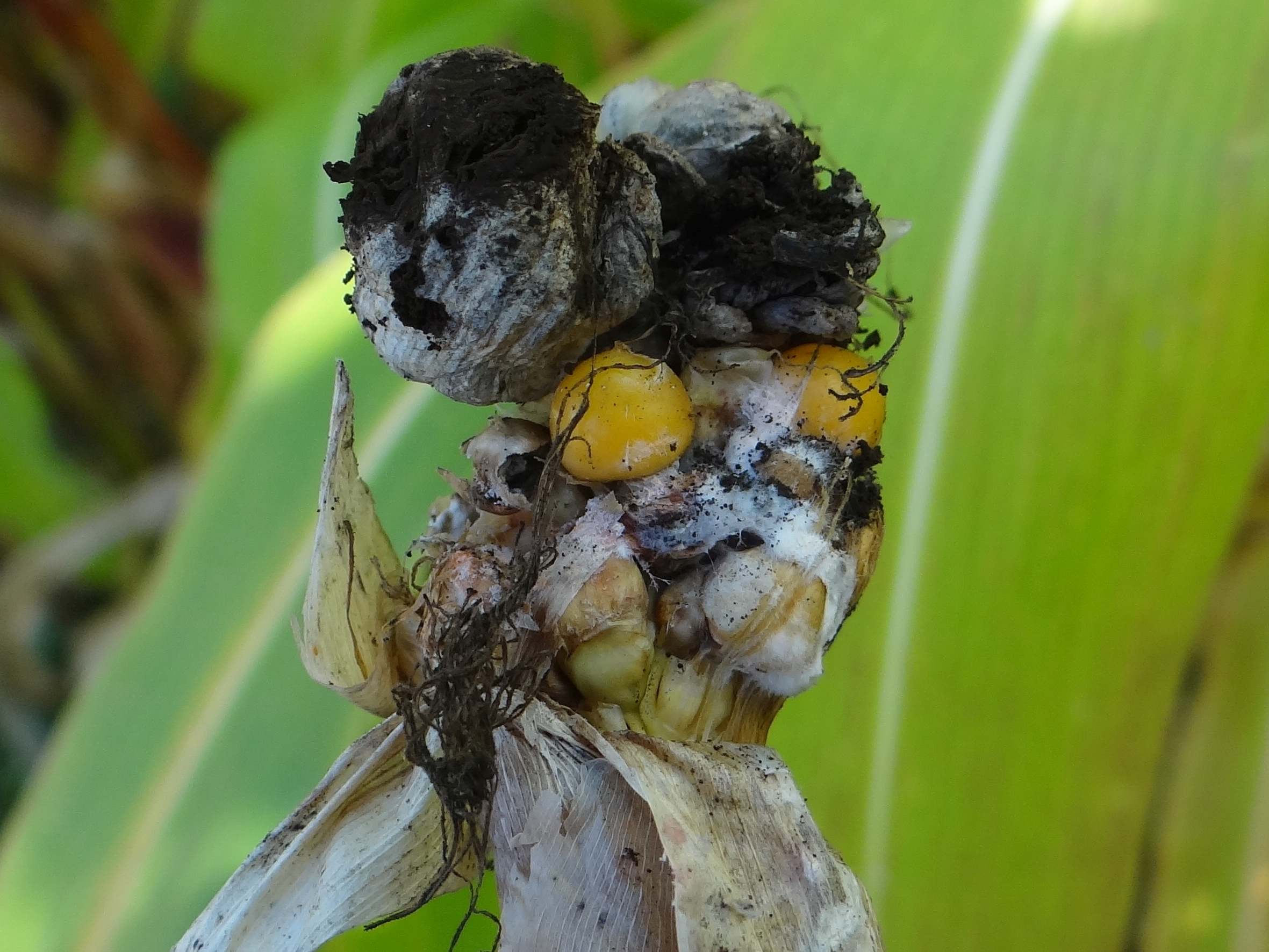
Objawy choroby na kolbie

Głownia guzowata kukurydzy – grzybowa choroba kukurydzy wywołana przez głownię kukurydzy (Ustilago maydis (D.C.) Corda). Dawniej w Polsce chorobę tę nazywano głownią kukurydzy, jednak obecnie występuje również druga choroba – głownia pyląca kukurydzy, stąd też dla choroby wywoływanej przez Ustilago maydis właściwe jest używanie pełnej nazwy – głownia guzowata kukurydzy.

## Objawy
Na łodygach, liściach, wiechach i kolbach kukurydzy pojawiają się różnego kształtu i wielkości guzy. Wyrastają na merystemie, a wywoływane są przez wydzielane przez patogena substancje wzrostowe. Najwcześniej pojawiają się tuż przy ziemi, później na coraz wyżej położonych częściach pędu. Każdy guz powstaje w wyniku odrębnej infekcji. Na liściach guzy mają wielkość kilku cm, na łodydze osiągają długość kilkunastu cm. Początkowo są maziste i okryte srebrzystą błoną, która wkrótce wysycha i pęka. W pęknięciach odsłonięte zostają skupiska teliów z brunatnymi teliosporami oraz nadmiernie, patologicznie wybujałe tkanki rośliny.

## Rozwój  choroby
Powstające w guzach teliospory rozsiewane przez prądy powietrza opadają na ziemię, w której mogą przetrwać do 3 lat. Zimują w glebie, na szczątkach roślin i ziarnach. W zależności od etapu rozwoju rośliny, choroba może przyjmować różne postacie. Pierwsza generacja głowni zakaża młode siewki na etapie rozwijania liści. W zależności od natężenia choroby rośliny mogą zamrzeć lub ulec deformacji, nierzadko uniemożliwiającej zawiązanie kolb. Druga generacja zakaża dojrzewające rośliny na etapie kwitnienia, co może uniemożliwić wytworzenie ziaren. Trzecia zajmuje dojrzewające ziarniaki. Wpływ tej generacji na plon jest stosunkowo najmniejszy.
Wniknięcie pasożyta do tkanek kukurydzy jest łatwiejsze w przypadku ich uszkodzenia przez zwierzęta (np. mszyce), grad lub zabiegi pielęgnacyjne i zbiór. Zakażeniu sprzyja również nadmierne stosowanie nawozów azotowych, optymalna dla rozwoju grzyba temperatura (26 °C–34 °C), a także zarówno susza, osłabiająca rośliny, jak i opady ułatwiające dyspersję grzybów.

## Szkodliwość
Choroba występuje we wszystkich rejonach uprawy kukurydzy i może porażać od kilku do kilkudziesięciu procent roślin. Na plantacjach, w których uprawia się kukurydzę na ziarno wyrządza dużo większe szkody, niż na plantacjach, w których uprawia się kukurydzę na zieloną masę.
Szacuje się, że straty w plonie ziarna mogą kształtować się na poziomie 5-10%, ale wskutek epidemicznego wystąpienia, choroba może zniszczyć również całą plantację.
Głownia kukurydzy nie jest toksyczna dla zwierząt żywiących się paszą zawierającą porażone rośliny. Niemniej niektóre instytucje zalecają ograniczanie stosowania takich pasz, zwłaszcza wobec ciężarnych samic. Wytwarzane przez głownię alkaloidy mają działanie słabsze od sporyszu.

## Zwalczanie
Zaprawianie nasion jest w stanie chronić siewki jedynie przez kilka tygodni. Nie są znane skuteczne pestycydy działające później, czyli w okresie największego ryzyka zakażenia. Zalecane jest utrudnianie infekcji przez eliminację szkodników nadgryzających tkanki, usuwanie owocników przed rozsypaniem zarodników, spalanie szczątków pożniwnych, kilkuletnie przerwy w uprawie itp.